# Воббегонгообразные
Воббегонгообра́зные (лат. Orectolobiformes) — отряд морских, прибрежных и океанических, пелагических и донных акул, распространённых главным образом в тропических и субтропических, а иногда и в тёплых умеренных водах. Отряд включает около 32 видов акул общей длиной от менее 70 см до почти 20 м, в том числе — самую крупную современную акулу и самый крупный вид рыб — китовую акулу. 
Название отряда происходит от др.-греч. ὀρεκτός — «устремленный вперед», λοβός — «доля (печени)» и лат. forma — «форма».

## Характеристика отряда
Шипы у основания спинных плавников отсутствуют. Есть анальный плавник. Пять пар широких жаберных щелей, из которых последние две или три лежат над основаниями грудных плавников и позади них. Позади глаз примерно на их уровне расположены брызгальца — от небольшого до крупного. Глаза лишены мигательной перепонки и расположены дорсолатерально или латерально (у родов Nebrius, Stegostoma и Rhincodon). Рот, от небольшого до крупного размера, расположен заметно впереди глаз. Ноздри расположены продольно. У большинства видов имеются усики и хорошо развитые бороздки, идущие от ноздри ко рту.
Древнейшие известные (по состоянию на 2020 год) находки воббегонгообразных — зубы ненаименованного вида из верхнеальбских (около 100,5 млн лет) отложений Австралии.

## Поведение
Большинство воббегонгообразных акул охотятся у дна на мелководье или на средней глубине. Их рацион в основном состоит из моллюсков  и небольших ракообразных. Некоторые виды откладывают яйца, заключённые в плотные капсулы, другие размножаются яйцеживорождением. 

## Систематика
В отряде выделяют 7 семейств, в которые включают 14 родов и 32 вида:
- Brachaeluridae Applegate, 1974 — Шорные акулы
  - Brachaelurus Ogilby, 1908 — Пятнистые шорные акулы
    - Brachaelurus waddi (Bloch & J. G. Schneider, 1801) — Пятнистая шорная акула

  - Heteroscyllium Regan, 1908 — Серо-голубые шорные акулы
    - Heteroscyllium colcloughi (Ogilby, 1908) — Серо-голубая шорная акула
- Ginglymostomatidae Gill, 1862 — Акулы-няньки, или усатые акулы
  - Ginglymostoma J. P. Müller & Henle, 1837 — Усатые акулы-няньки
    - Ginglymostoma cirratum  Bonnaterre, 1788 — Усатая акула-нянька

  - Nebrius  Rüppell, 1837 — Акулы-небрии
    - Nebrius ferrugineus  (Lesson, 1831) — Акула-небрия, или ржавая акула-нянька

  -  Pseudoginglymostoma Dingerkus, 1986
    - Pseudoginglymostoma brevicaudatum  (Günther, 1867)
- Hemiscylliidae  Gill, 1862 — Азиатские кошачьи акулы
  - Chiloscyllium  J. P. Müller & Henle, 1837 — Азиатские кошачьи акулы (род)
    - Chiloscyllium arabicum  Gubanov, 1980 — Персидская кошачья акула
    - Chiloscyllium burmensis  Dingerkus & DeFino, 1983
    - Chiloscyllium caerulopunctatum  Pellegrin, 1914 — Мадагаскарская кошачья акула
    - Chiloscyllium griseum  J. P. Müller & Henle, 1838 — Серая кошачья акула
    - Chiloscyllium hasseltii  Bleeker, 1852
    - Chiloscyllium indicum (J. F. Gmelin, 1789) — Азиатская кошачья акула, или индийская кошачья акула
    - Chiloscyllium plagiosum  (Anonymous, referred to Bennett, 1830) — Белопятнистая кошачья акула
    - Chiloscyllium punctatum  J. P. Müller & Henle, 1838 — Коричневополосая кошачья акула

  - Hemiscyllium  J. P. Müller & Henle, 1837 — Индо-австралийские кошачьи акулы (род)
    - Hemiscyllium freycineti  (Quoy & Gaimard, 1824) — Индонезийская кошачья акула
    - Hemiscyllium galei  G. R. Allen & Erdmann, 2008[6]
    - Hemiscyllium hallstromi  Whitley, 1967 — Эполетная кошачья акула
    - Hemiscyllium halmahera  G. R. Allen, Erdmann & Dudgeon, 2013[7]
    - Hemiscyllium henryi  G. R. Allen & Erdmann, 2008[6]
    - Hemiscyllium michaeli G. R. Allen & Dudgeon, 2010[8]
    - Hemiscyllium ocellatum  (Bonnaterre, 1788) — Глазчатая кошачья акула
    - Hemiscyllium strahani  Whitley, 1967 — Новогвинейская кошачья акула
    - Hemiscyllium trispeculare  J. Richardson, 1843 — Североавстралийская кошачья акула
- Orectolobidae  Gill, 1896 — Ковровые акулы, или воббегонговые
  - Eucrossorhinus  Regan, 1908 — Бородатые воббегонги
    - Eucrossorhinus dasypogon  (Bleeker, 1867) — Бородатый воббегонг

  -  Orectolobus  Bonaparte, 1834 — Ковровые акулы (род)
    - Orectolobus floridus  Last & Chidlow, 2008
    - Orectolobus halei  Whitley, 1940[9]
    - Orectolobus hutchinsi  Last, Chidlow & Compagno, 2006
    - Orectolobus japonicus  Regan, 1906 — Японская ковровая акула, или японская бородатая акула, или японская ковровка
    - Orectolobus leptolineatus  Last, Pogonoski & W. T. White, 2010
    - Orectolobus maculatus  (Bonnaterre, 1788) — Пятнистый воббегонг, или австралийская ковровая акула
    - Orectolobus ornatus  (De Vis, 1883) — Украшенный воббегонг
    - Orectolobus parvimaculatus  Last & Chidlow, 2008
    - Orectolobus reticulatus  Last, Pogonoski & W. T. White, 2008
    - Orectolobus wardi  Whitley, 1939 — Североавстралийский воббегонг

  -   Sutorectus  Whitley, 1939 — Бугристые ковровые акулы
    - Sutorectus tentaculatus  (W. K. H. Peters, 1864) — Бугристая ковровая акула
- Parascylliidae  Gill, 1862 — Воротниковые акулы
  -  Cirrhoscyllium  H. M. Smith & Radcliffe, 1913 — Шарфовые акулы
    - Cirrhoscyllium expolitum  H. M. Smith & Radcliffe, 1913 — Филиппинская шарфовая акула
    - Cirrhoscyllium formosanum  Teng, 1959 — Тайваньская шарфовая акула
    - Cirrhoscyllium japonicum  Kamohara, 1943 — Японская шарфовая акула

  -   Parascyllium  Gill, 1862 — Воротниковые акулы (род)
    - Parascyllium collare  E. P. Ramsay & Ogilby, 1888 — Поперечнополосатая воротниковая акула
    - Parascyllium elongatum  Last & Stevens, 2008
    - Parascyllium ferrugineum  McCulloch, 1911 — Ржавая воротниковая акула
    - Parascyllium sparsimaculatum  T. Goto & Last, 2002
    - Parascyllium variolatum  (A. H. A. Duméril, 1853) — Изменчивая воротниковая акула
- Rhincodontidae  (J. P. Müller & Henle, 1839) — Китовые акулы
  - Rhincodon A. Smith, 1828 — Китовые акулы
    - Rhincodon typus  A. Smith, 1828 — Китовая акула, или китообразная акула
- Stegostomatidae  Gill, 1862 — Зебровые акулы, или акулы-зебры
  - Stegostoma  J. P. Müller & Henle, 1837 — Зебровые акулы, или акулы-зебры
    - Stegostoma fasciatum  (Hermann, 1783)